# Тёрёк, Петер (футболист, 1951)
Петер Терёк (венг. Török Péter; 18 апреля 1951, Будапешт — 20 сентября 1987, Будапешт) — венгерский футболист, игравший на позиции защитника.

## Карьера

### Клубная
Выступал большую часть карьеры за «Вашаш». В его составе стал чемпионом Венгрии в сезоне 1976/1977, выигрывал кубок Венгрии в 1973 и 1982 годах, а также Кубок Митропы 1970 года.

### В сборной
В сборной сыграл 35 игр. Участник чемпионата мира 1978 года.

## Стиль игры
Считался одним из лучших защитников Венгрии, уверенно действуя в отборе и побеждая в единоборствах.

## Смерть
В возрасте 36 лет умер после серьёзной болезни.